# Primera División de Costa Rica 1961
1961 wurden die 41. und 42. Spielzeit der Fußballliga Primera División de Costa Rica in zwei konkurrierenden Ligen ausgespielt. Es nahmen fünf bzw. drei Mannschaften teil. Herediano gewann zum 15. Mal in der Vereinsgeschichte die Meisterschaft, Carmelita zum 1. Mal.

## Hintergrund der Teilung
Aufgrund mehrerer Konflikte im costa-ricanischen Fußballverband, wie zum Beispiel Machtkämpfen im Vorstand, traten fünf der acht Erstligavereine aus der FEDEFUTBOL aus und gründeten die ASOFÚTBOL, die ebenfalls eine Liga ausrichtete.

## Austragungsmodus
- Die fünf Mannschaften der ASOFÚTBOL spielten in einer Doppelrunde (Hin- und Rückspiele) den Meister aus.
- Die drei Mannschaften der FEDEFUTBOL spielte in einer Einfachrunde (Hin- und Rückspiel) den Meister aus.

## Endstand ASOFÚTBOL
| Pl.             | Verein             | Sp. | S  | U | N  | Tore  | Diff. | Punkte |
| --------------- | ------------------ | --- | -- | - | -- | ----- | ----- | ------ |
| 01              | CS Herediano       | 16  | 12 | 1 | 3  | 47:24 | 23    | 25     |
| 02              | CD Saprissa        | 16  | 8  | 1 | 7  | 31:20 | 11    | 17     |
| 03              | CS Cartaginés      | 16  | 7  | 3 | 6  | 35:30 | 5     | 17     |
| 04              | LD Alajuelense (M) | 16  | 7  | 3 | 6  | 36:35 | −1    | 17     |
| 05              | Orión FC           | 16  | 2  | 0 | 14 | 16:56 | −40   | 4      |
| Stand: Endstand |                    |     |    |   |    |       |       |        |

## Endstand FEDEFÚTBOL
| Pl.             | Verein                     | Sp. | S | U | N | Tore | Diff. | Punkte |
| --------------- | -------------------------- | --- | - | - | - | ---- | ----- | ------ |
| 01              | Carmen FC                  | 4   | 3 | 1 | 0 | 9:3  | 6     | 7      |
| 02              | CS Uruguay de Coronado (N) | 4   | 1 | 2 | 1 | 8:5  | 3     | 4      |
| 03              | SG Española                | 4   | 0 | 1 | 3 | 3:12 | −9    | 1      |
| Stand: Endstand |                            |     |   |   |   |      |       |        |

## Folgen
Nach der Saison 1961 vereinigten sich die beiden konkurrierenden Verbände wieder zur FEDEFÚTBOL. Die fünf „rebellischen“ Vereine waren direkt für die nächste Spielzeit qualifiziert, während die anderen drei Vereine mit den drei besten Vereinen der zweiten Liga eine Relegationsrunde um den Klassenerhalt spielen mussten. Diese wurde von CS Uruguay de Coronado gewonnen, was bedeutet, dass der Meister der FEDEFÚTBOL, Carmen FC, in die zweite Liga abstieg.
Bis zur Neustrukturierung des costa-ricanischen Fußballverbandes mit Hilfe der FIFA, galt Carmen FC offiziell nie als costa-ricanischer Meister, obwohl jahrelang bei verschiedenen Gerichten Protest eingelegt worden war. Mit der Gründung der UNAFUT 1999 wurde Carmen FC offiziell als Meister anerkannt, und auch die Dreierliga ging in die Statistiken ein.